# Edward Graliński
Edward Graliński (ur. 21 września 1910 w Kaliszu, zm. 14 grudnia 1989 tamże) – polski drukarz i społecznik związany z Kaliszem, poseł na Sejm PRL III, IV i V kadencji.

## Życiorys
Posiadał wykształcenie zasadnicze zawodowe. Był starszym mistrzem drukarskim w Kaliskiej Fabryce Pluszu i Aksamitu. W latach 1945–1946 należał do Polskiej Partii Robotniczej. W 1947 wstąpił do Polskiej Partii Socjalistycznej, wraz z którą w 1948 przystąpił do Polskiej Zjednoczonej Partii Robotniczej. Z jej ramienia od 1961 do 1972 pełnił mandat posła. Podczas wszystkich kadencji zasiadał w Komisji Przemysłu Lekkiego, Rzemiosła i Spółdzielczości Pracy, podczas IV kadencji Sejmu ponadto w Komisji Planu Gospodarczego, Budżetu i Finansów. Był członkiem egzekutywy Komitetu Miejskiego i Powiatowego PZPR w Kaliszu. W 1970 został sekretarzem, a w 1971 I sekretarzem Komitetu Zakładowego partii w Fabryce Wyrobów Runowych „Runotex”, którym był do czerwca 1976. W czerwcu 1975 zasiadł w Komitecie Wojewódzkim PZPR w Kaliszu i jego egzekutywie.
Został pochowany na cmentarzu parafialnym w Kaliszu.

## Życie prywatne
Syn Adama i Ludwiki, mąż Ireny.

## Odznaczenia
- Krzyż Oficerski Orderu Odrodzenia Polski,
- Srebrny Krzyż Zasługi (1956)[2],
- Medal za Warszawę 1939–1945,
- Medal Zwycięstwa i Wolności 1945,
- Medal 10-lecia Polski Ludowej (1955)[3].
- Odznaka 1000-lecia Państwa Polskiego (1966)[4]